# Estação Imperatriz Leopoldina
A Estação Imperatriz Leopoldina  é uma estação ferroviária  pertencente à Linha 8 do Trem Metropolitano de São Paulo, localizada no distrito da Vila Leopoldina, zona oeste do município de São Paulo. Atualmente é operada pelo consórcio privado ViaMobilidade.

## História

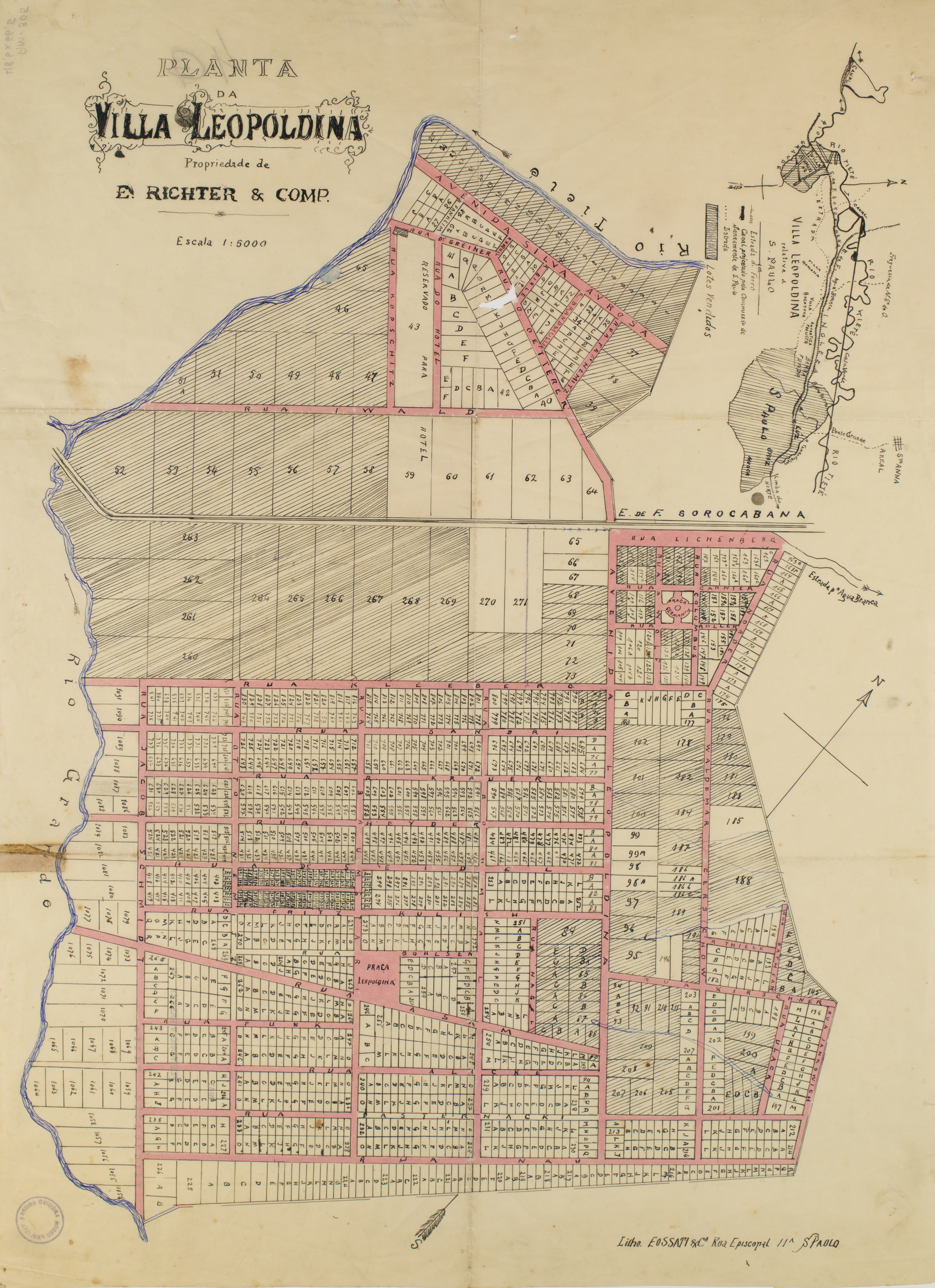
Mapa do loteamento de Vila Leopoldina (1894), por E. Richter e Cia. À direta, a área do (futuro) Armazém regulador consta como sendo da Estrada de Ferro Sorocabana

Apesar da ferrovia atravessar a região a oeste do distrito da Lapa, que foi loteada em 1894 com o nome de Vila Leopoldina (com a empresa loteadora E. Richter e Cia. projetando até mesmo uma estação ferroviária-não construída por estar nos limites da Zona Privilegiada da SPR), nenhuma estação, posto ou instalação derivada da ferrovia foi construída ali até 1925 (apesar dos apelos populares) quando o recém-fundado Instituto do Café de São Paulo (ICESP) constrói um Armazém Regulador de Café ao lado do quilômetro 11 da Linha Tronco da Estrada de Ferro Sorocabana, em uma área cedida pela mesma. Ao lado do armazém foi construído um pequeno posto de controle dos sinais que controlavam o tráfego ali existente, sendo que alguns trens de subúrbio ali paravam ocasionalmente, embora o posto do Km 11 não fosse uma estação de fato.
Em 12 de outubro de 1926, uma chave de desvio mal posicionada fez com que o trem noturno N2 (com 11 carros) procedente do interior rumo ao terminal São Paulo adentrasse, às 20h30, o desvio do Armazém Regulador e se chocasse com uma composição de carga de café ali estacionada. O acidente deixou um saldo de 3 mortos e 38 feridos. O chefe de tráfego da estrada, Luís Orsini, atribuiu o acidente a uma falha do manobrador (guarda-chaves) do desvio-que desapareceu após o acidente.
Em 1937 o armazém é adquirido pela Sorocabana e funciona até meados da década de 1960 (sendo ampliado), até ser parte dele ser repassado para a Companhia de Armazéns Gerais do estado de São Paulo (CAGESP) e outra parte devolvida ao ICESP, sendo renomeado Armazém Regulador Nº 27, com 16913 m2.  Em 1969, o armazém é transferido para a CESP (que o demole, reconstruindo em seu lugar dois armazéns com um total de 29716 m2) e seus ramais ferroviários são desativados.
Com a construção do Ramal de Jurubatuba (atual Linha 9–Esmeralda) em 1957, passa a ser por um curto período de tempo, estação inicial do ramal. Apesar do crescente movimento de passageiros embarcando e desembarcando no posto do Km 11, ele foi elevado apenas a categoria de parada (rebatizada Imperatriz Leopoldina) em algum momento na década de 1960. Até 1962, os acessos para a estação possuíam pavimentação precária, obrigando a prefeitura a realizar obras naquele ano. Após um tumulto dos passageiros, revoltados com uma falha, a parada foi depredada e a Sorocabana foi obrigada a melhorar as instalações da mesma, sendo reinaugurada em 1966. Em 1977 foi realizada a licitação para a remodelação dos subúrbios da FEPASA e Imperatriz Leopoldina foi elevada para a categoria de estação, sendo reinaugurada em 25 de janeiro de 1979.
Foi administrada pela CPTM de 1996 a 2022. Em 20 de abril de 2021 foi concedida para o consórcio ViaMobilidade, composto pelas empresas CCR (atual Motiva) e RuasInvest, com a concessão para operar a linha por trinta anos. O contrato de concessão foi assinado e a transferência da linha foi realizada em 27 de janeiro de 2022.

### Projetos

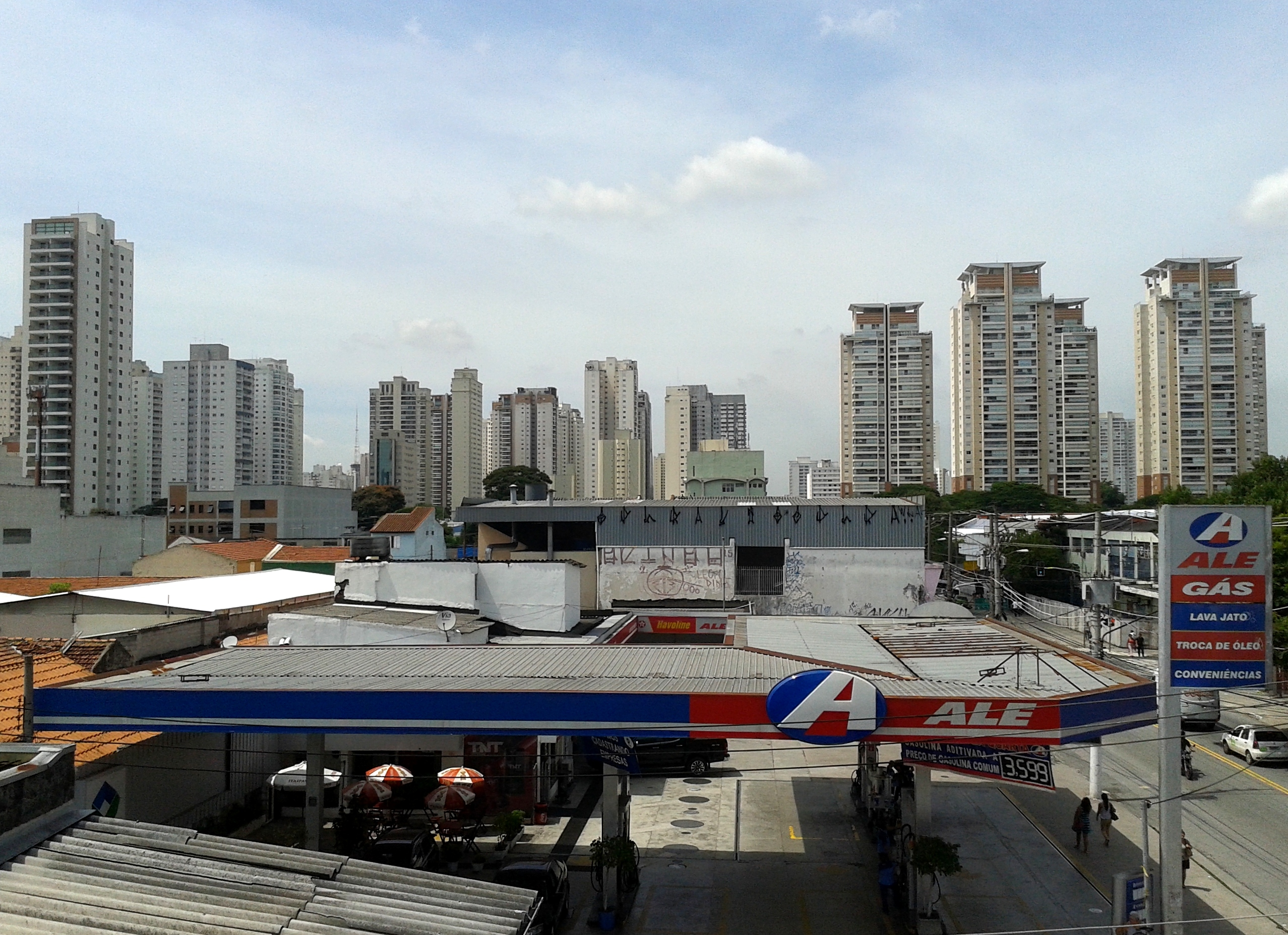
Vista do distrito de Vila Leopoldina, a partir da passarela da estação (Lado Sul). Os galpões industriais vão dando lugar a condomínios residenciais

Quando projetado pelo consórcio Engevix/Sofrerail em 1973, o prédio da estação Imperatriz Leopoldina visava atender a demanda de uma região com zoneamento industrial. Na década de 1990, muitas indústrias deixaram a Vila Leopoldina e seus galpões foram demolidos e substituídos por condomínios residenciais, tornando o projeto funcional da estação defasado. Em 2004 a CPTM contratou um novo projeto para a estação, através da Concorrência Nº 8292402011, dividida em 10 lotes. A estação Imperatriz Leopoldina foi incluída no lote 3 (ao lado das estações Quitaúna, Jardim Belval e Jardim Silveira), vencido pelas empresas EGT Engenharia Ltda. e Copem Engenharia Ltda., no valor de R$ 567.693,00.
Em junho de 2007 o projeto foi apresentado em audiências públicas, estando prestes a entrar em contratação de obras. Porém, as obras nunca saíram do papel.

## Toponímia
A estação recebeu o nome de Imperatriz Leopoldina por conta da avenida homônima que termina às margens da entrada da estação (lado Sul). O nome da avenida e do distrito foram escolhidos em 1894 pela empresa loteadora da região E. Richter e Cia. como homenagem a Maria Leopoldina de Áustria (1797-1826), primeira imperatriz do Brasil.

## Tabelas
| Linha      | Terminais               | Comprimento (km) | Estações | Observações                                                                                            |
| ---------- | ----------------------- | ---------------- | -------- | --- |
| 8 Diamante | Júlio Prestes ↔ Itapevi | 35,283           | 20       | Possui extensão operacional. Antiga Linha B–Cinza / Antiga Linha Oeste do Trem Metropolitano da FEPASA |

| Sigla | Estação               | Inauguração | Integração               | Plataforma | Posição    | Notas                                                                                                 |
| ----- | --------------------- | ----------- | ------------------------ | ---------- | ---------- | --- |
| ILE   | Imperatriz Leopoldina | 1931        | Bilhete Único da SPTrans | Central    | Superfície | Estação construída pela Estrada de Ferro Sorocabana Reconstruída pela FEPASA em 25 de janeiro de 1979 |